# Vanessa Mai
Pour les articles homonymes, voir Vanessa-Mae.
 (juin 2018).
Vanessa Mai (anciennement Wolkenfrei), de son vrai nom Vanessa Mandekić-Ferber, née le 2 mai 1992 à Aspach, est une chanteuse (musique), danseuse et actrice allemande.

## Biographie
Mai accompagnait occasionnellement son père, un musicien d’origine croate, avec le tambourin. Elle était déjà sur scène avec lui à l'âge de sept ans.
En 2008, à l'âge de 15 ans, elle a participé aux Championnats du monde de Hip Hop à Las Vegas dans le cadre de la formation de danse Getting Craz'd.  Elle a concouru comme championne d'Allemagne et a terminé dernière.
Mai a terminé une formation professionnelle en tant que designer média après avoir obtenu son diplôme d'études secondaires. Elle a choisi son nom de scène d’après son mois de naissance.

## Carrière musicale

### 2012 à 2016
À l'été 2012, Heike Wanner, alors chanteuse de Wolkenfrei, a quitté le groupe pour des raisons de santé. Alors qu'elle assistait à un concert du groupe Musik-Express de son père au Sonnenhof à Aspach, Vanessa Mai a été enrôlée comme chanteuse par un membre de Wolkenfrei, Marc Fischer.
Le 19 juillet 2013, leur premier single Jeans, T-Shirts und Freiheit (anglais: Jeans, T-Shirts, and freedom) a été publié.
Il a été suivi par leur premier album studio Endlos verliebt (anglais: Endlessly in Love) en février 2014, qui a cartographié en Allemagne, en Autriche et en Suisse. En janvier 2015, il a été annoncé que Mai était le nouveau visage de la campagne Mein Herz schlägt Schlager. Elle l'a promu à travers une publicité ainsi qu'avec la chanson Mein Herz schlägt Schlager, sortie sur un album sampler appartenant au projet.
En avril 2015, Marc Fischer et Stefan Kinski ont annoncé qu'ils quittaient Wolkenfrei, menant au projet étant représenté seulement par Mai (la plupart du temps comme Wolkenfrei-Star Vanessa Mai). "Wolke 7", le premier single du deuxième album studio de Wolkenfrei, est sorti le 22 mai
L'album, intitulé Wachgeküsst, a été publié le 10 juillet. La veille, Deutsches Musik Fernsehen avait consacré une émission spéciale de 65 minutes à Mai et à l'album. En raison de la forte présence télévisée de Mai, dont une apparition sur l'émission ARD Die Besten im Sommer de Florian Silbereisen avec la chanson "Wolke 7", l'album atteint la 7e place du classement des albums allemands. Le single "Wolke 7" a atteint 54 places en Allemagne et 71 en Autriche. Le 18 septembre, Wachgeküsst, le titre de l'album, est sorti en tant que deuxième single.
Le 9 octobre, le premier album live de Mai (toujours sous le nom de Wolkenfrei), Wachgeküsst (Live), est sorti. Le dernier single In all deinen Farben est sorti le 11 décembre, suivi d'une semaine plus tard par un non-album intitulé Ein Engel in der Weihnachtszeit (en anglais : An Angel for Christmas).

### Depuis 2016
De janvier à mai 2016, Vanessa Mai était juge à la treizième saison de Deutschland sucht den Superstar, la version allemande de Pop Idol et American Idol. En février, elle a annoncé sa décision de ne plus utiliser le nom de scène Wolkenfrei.
Son premier single sous le nom de Vanessa Mai, intitulé Ich sterb für dich (anglais: I die for you), a été publié le 19 février.
Elle a précédé son premier album studio sous le nom de Vanessa Mai et le troisième album studio global, Für Dich (en anglais : For You), qui a été publié le 15 avril. Le single ainsi que l'album ont été produits par son collègue Deutschland sucht den Superstar Dieter Bohlen. De septembre à novembre, Mai a fait sa première tournée solo, qui a visité l'Allemagne, le Danemark et la Suisse pour 26 dates. Un album live intitulé Für Dich - Live aus Berlin, enregistré au Tempodrom de Berlin, a été publié le 6 janvier 2017. De mars à mai, elle a participé à la dixième saison de Let's Dance, la version allemande de Danse avec les stars, et est placée deuxième.
Le 3 avril, Mai a annoncé la sortie de son deuxième album studio solo et la quatrième place avec le single Und wenn ich träum (en anglais : And When I Dream). Le 18 juillet, elle sort son premier best-of, intitulé Für Dich - Akustik Best Of (en anglais : For you - The best of Acoustic), disponible uniquement en téléchargement sur la page d'accueil de Tchibo ainsi que dans tous leurs magasins en Allemagne. Le 4 août, elle sort le deuxième single de son deuxième album solo, Nie wieder (Never Again). L'album est sorti une semaine plus tard sous le titre Regenbogen (anglais: Rainbow), qui, comme son prédécesseur, a été produit par Bohlen. En novembre, Mai et Bohlen ont annoncé la fin de leur relation professionnelle.

## Vie privée
Depuis 2013, elle est la compagne de son manager-compositeur Andreas Ferber.
Elle a rencontré le beau-fils d'Andrea Berg en 2012 dans un club de Stuttgart. Après s'être fiancés début 2016, leur mariage civil a eu lieu le 6 juin 2016, tandis que le mariage religieux a eu lieu à Majorque le 12 juin 2016.

## Discographie

### Albums studios
- 2015 : Für dich, sorti le 15 avril 2015.
- 2017 : Für dich - Live aus Berlin, sorti le 6 janvier 2017.
- 2017 : Regenbogen, sorti le 11 août 2017.
- 2018 : Schlager, sorti le 3 août 2018.
- 2020 : Für immer, sorti le 24 janvier 2020.
- 2021 : Mai Tai, sorti le 26 mars 2021.
- 2022 : Métamorphose, sorti le 12 août 2022.
- 2024 : Matrix, sorti le 3 mai 2024.

## Filmographie
- 2020 : Nur Mit Dir Zusamenn

## Animation
- 2016 : Deutschland sucht den SuperStar (13e saison) : Juge